# Przeszczepianie narządów
Przeszczepianie narządów, transplantacja (z łac. transplantare, czyli „szczepić”, od trans „poza czymś” i plantare, „sadzić”) – przeszczepienie narządu w całości lub części, tkanki lub komórek z jednego ciała na inne (lub w obrębie jednego ciała). Przeszczepianiem zajmuje się dziedzina medycyny zwana transplantologią.
Przeszczepienie (lub transplantacja) to proces mający na celu przywrócenie niektórych funkcji ciała ludzkiego przez przeniesienie komórki, tkanki lub narządu od dawcy do ciała biorcy.
Przeszczep (lub transplantat) to komórki, tkanki (skóra, rogówka, kości) lub narząd (serce, nerka) pobrane od dawcy, podlegające chirurgicznemu przeszczepieniu do organizmu biorcy. Niektóre tkanki i narządy mogą być konserwowane i przechowywane w tak zwanych bankach (na przykład w banku komórek macierzystych).

## Najczęściej przeszczepiane narządy i tkanki
- skóra
- serce
- nerka
- płuco
- wątroba
- trzustka
- jelito
- szpik kostny
- tętnica
- rogówka

## Podział przeszczepień
- autogeniczny (autogenny, autologiczny, własnopochodny, inaczej autotransplantacja) – przeniesienie własnej tkanki lub narządu z jednego miejsca na drugie
- izogeniczny (syngeniczny, izogenny, inaczej izotransplantacja) – przeniesienie tkanki lub narządu między osobnikami identycznymi genetycznie, na przykład bliźniętami jednojajowymi
- allogeniczny (homogeniczny, homogenny, homologiczny, inaczej allotransplantacja[a]) – przeniesienie tkanki lub narządu między osobnikami tego samego gatunku, o podobnym, ale nie jednakowym genotypie, na przykład od człowieka do człowieka
- ksenogeniczny (heterogeniczny, heterologiczny, ksenogenny, heterogenny, inaczej ksenotransplantacja[b]) – przeniesienie tkanki lub narządu między osobnikami różnego gatunku, na przykład od świni do człowieka

## Warunki powodzenia przeszczepu
- zgodność tkankowa
- właściwy dobór dawcy i biorcy
- zastosowanie dobrego płynu prezerwacyjnego i metody prezerwacji dla transplantu
- odpowiednie leczenie immunosupresyjne
- umiejętność rozpoznania i leczenia procesu odrzucania narządu przez organizm biorcy
- zapobieganie powikłaniom i ich leczenie

## Historia przeszczepień narządów u ludzi
- Świat
  - 1905 – pierwsze przeszczepienie rogówki (Eduard Zirm) (7 grudnia)[4]
  - 1954 – pierwsze przeszczepienie nerki (od brata bliźniaka, Joseph Murray i John Merrill w Bostonie) (23 grudnia)[5]
  - 1963 – pierwsza próba przeszczepienia wątroby (Thomas Starzl w Denver) (1 marca, kolejne 4 próby do 4 października)[6]
  - 1966 – pierwsze jednoczesne przeszczepienie nerki i trzustki (William Kelly i Richard Lillehei w Minneapolis) (17 grudnia)[7]
  - 1967 – pierwsze udane przeszczepienie wątroby (Thomas Starzl w Denver) (23 lipca)[8]
  - 1967 – pierwsze przeszczepienie serca (Christiaan Barnard w Kapsztadzie) (3 grudnia)[9]
  - 1981 – pierwsze jednoczesne przeszczepienie serca i płuca (Bruce Reitz na Uniwersytecie Stanforda) (9 marca)[10]
  - 1998 – pierwsze przeszczepienie przedramienia (Jean Michel Dubernard w Lyonie) (23 września)[11]
  - 2005 – pierwsze przeszczepienie fragmentu twarzy ze zwłok (Bernard Devauchelle, Jean Michel Dubernard w Amiens) (27 listopada)[12]
  - 2008 – pierwsze udane przeszczepienie ponad 80% powierzchni twarzy wraz z podniebieniem, nosem, policzkami, powieką (Maria Siemionow w Cleveland) (10 grudnia)[13]
  - 2010 – pierwsze udane przeszczepienie całej twarzy (w szpitalu Vall d’Hebron w Barcelonie) (20 marca)[14][15]

- Polska

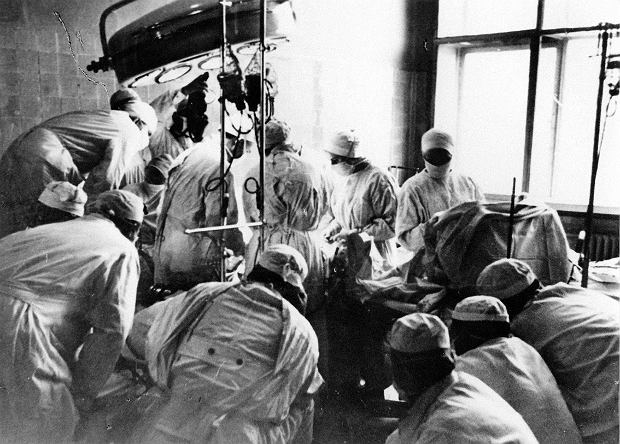
Przeszczepianie narządów

- - 1965 – pierwsza próba przeszczepienia nerki pobranej ze zwłok (Wiktor Bross, Władysław Wrężlewicz we Wrocławiu) (7 września)[16]
  - 1966 – pierwsze udane przeszczepienie nerki ze zwłok (Jan Nielubowicz, Waldemar Olszewski, Wojciech Rowiński, Jerzy Szczerbań, Tadeusz Orłowski w Warszawie) (26 stycznia, biorczyni Danuta Milewska)[17] [18] 
  - 1966 – pierwsze przeszczepienie nerki pobranej od żywego dawcy (Wiktor Bross, Waldemar Kozuschek, Zdzisław Wiktor, Tomasz Szepietowski we Wrocławiu) (31 marca)[19]
  - 1969 – pierwsza próba przeszczepienia serca (Jan Moll, Antoni Dziatkowiak, Kazimierz Andrzej Rybiński w Łodzi) (4 stycznia)[20][21]
  - 1985 – pierwsze udane przeszczepienie serca (Zbigniew Religa, Andrzej Bochenek, Jerzy Wołczyk, Marian Zembala, Bogusław Ryfiński w Zabrzu) (5 listopada, biorca Józef Krawczyk)[22][23]
  - 1987 – pierwsze przeszczepienie wątroby (Stanisław Zieliński w Szczecinie) (3 grudnia)[24]
  - 1988 – pierwsze udane jednoczesne przeszczepienie nerki i trzustki (Jacek Szmidt, Krzysztof Madej, Sławomir Frunze, Sławomir Nazarewski w Warszawie) (4 lutego)[25]
  - 1990 – pierwsze udane przeszczepienie wątroby u dziecka (Piotr Kaliciński w Warszawie) (1 marca)[26]
  - 1994 – pierwsze udane przeszczepienie wątroby u dorosłego (Jacek Pawlak, Bogdan Michałowicz, Krzysztof Zieniewicz, Paweł Nyckowski, Piotr Małkowski, Ireneusz Grzelak, Marek Schaeffer w Warszawie) (30 grudnia)[27][28]
  - 1996 – pierwsze przeszczepienie lewego dolnego płata płuca pobranego od żywego dawcy (Tomasz Grodzki w Szczecinie) (22 listopada)[29]
  - 1997 – pierwsze przeszczepienie pojedynczego płuca pobranego od zmarłego dawcy (Marian Zembala w Zabrzu) (28 listopada)[23]
  - 1999 – pierwsze przeszczepienie części wątroby od żywego dawcy (Piotr Kaliciński, Marek Krawczyk w Warszawie) (12 stycznia)[30]
  - 2001 – pierwsze przeszczepienie wątroby i jelita (Piotr Kaliciński w Centrum Zdrowia Dziecka w Warszawie) (27 marca)[30]
  - 2001 – pierwsze udane jednoczasowe przeszczepienie płuc i serca (Marian Zembala, Jakub Perdeus, Roman Przybylski, Jacek Wojarski w Zabrzu) (24 października)[23][31]
  - 2002 – pierwsze jednoczasowe przeszczepienie serca i nerek (Marian Zembala, Roman Przybylski, Lech Cierpka) (30 sierpnia)[31]
  - 2003 – pierwsze przeszczepienie jednego płuca (Marian Zembala w Zabrzu)[23]
  - 2004 – pierwsze udane przeszczepienie trzustki u osoby z uprzednio przeszczepioną nerką (Marek Durlik w Warszawie) (17 listopada)[30]
  - 2005 – pierwsze przeszczepienie obu płuc (Yoshiya Toyoda w Zabrzu)[23]
  - 2006 – pierwsze przeszczepienie ręki (Jerzy Jabłecki w Trzebnicy) (2 kwietnia)[32]
  - 2008 – pierwsze przeszczepienia wysepek trzustkowych w układzie auto- i allogenicznym (Andrzej Chmura w Warszawie)
  - 2013 – pierwsze przeszczepienie twarzy (Adam Maciejewski w Gliwicach) (15 maja)[33][34]
  - 2013 – pierwsze całkowite przeszczepienie twarzy (Adam Maciejewski w Gliwicach) (4 grudnia)
  - 2015 – pierwszy złożony przeszczep narządów szyi (krtań, tchawica, gardło, przełyk, tarczyca) (Adam Maciejewski w Gliwicach) (11 kwietnia)[35]
  - 2019 – pierwsze przeszczepienie płuc i wątroby (Robert Król, Marek Ochman, Tomasz Stącel, Maciej Urlik, Mirosław Nęcki w Zabrzu) (11 września)

## Aspekty medyczne
Zabiegi tego typu są bardzo skomplikowane i pracochłonne. Pacjent po transplantacji przyjmuje przewlekle leki modulujące odpowiedź układu odpornościowego, co zmniejsza ryzyko, że wszczepiony narząd zostanie odrzucony (reakcja odrzucenia przeszczepu). W przypadku przeszczepu komórek układu odpornościowego, możemy mieć do czynienia z sytuacją odwrotną, jest to tak zwana choroba przeszczep przeciw gospodarzowi.
Rozwój transplantologii spowodował sprecyzowanie pojęcia śmierci. Obecnie korzysta się z pojęcia „śmierć mózgu”. Rozpoznanie śmierci mózgu opiera się na stwierdzeniu nieodwracalnej utraty jego funkcji. Kryteria i sposób stwierdzania trwałego nieodwracalnego ustania czynności mózgu określone zostały w Obwieszczeniu Ministra Zdrowia z dnia 17 lipca 2007 r. w sprawie kryteriów i sposobu stwierdzenia trwałego nieodwracalnego ustania czynności mózgu. Nowelizacja Ustawy transplantacyjnej wprowadziła również możliwość pobierania komórek, tkanek i narządów po stwierdzeniu nieodwracalnego zatrzymania krążenia. Kryteria stwierdzania nieodwracalnego zatrzymania krążenia, poprzedzającego pobranie komórek, tkanek lub narządów do przeszczepienia określa Obwieszczenie Ministra Zdrowia z dnia 9 sierpnia 2010 r. w sprawie kryteriów i sposobu stwierdzenia nieodwracalnego zatrzymania krążenia.

## Aspekty etyczne
Profesor Bogusław Wolniewicz określał transplantacje jako formę współczesnego kanibalizmu. Tak jak ludożerstwo ma na celu przeżycie kosztem konsumpcji zwłok (funkcja gastronomiczna, nawet jeśli ma rytuały magiczne), tak transplantologia ma na celu dłuższe przeżycie kosztem cudzych narządów. Idea obu działań jest zdaniem Wolniewicza podobna – dłuższe życie kosztem cudzych zwłok. Jednak istotną różnicą pomiędzy kanibalizmem (czyli spożywaniem zwłok) a przeszczepianiem narządów pobranych ze zwłok jest to, że w przypadku przeszczepienia śmierć dawcy następuje bez związku z zapotrzebowaniem na jego tkanki (poza sytuacjami kryminalnymi, często przedstawianymi w dreszczowcach medycznych). Poza tym nie zawsze pobranie następuje ze zwłok (np. przeszczepienie szpiku kostnego).

## Transplantacja w poszczególnych religiach

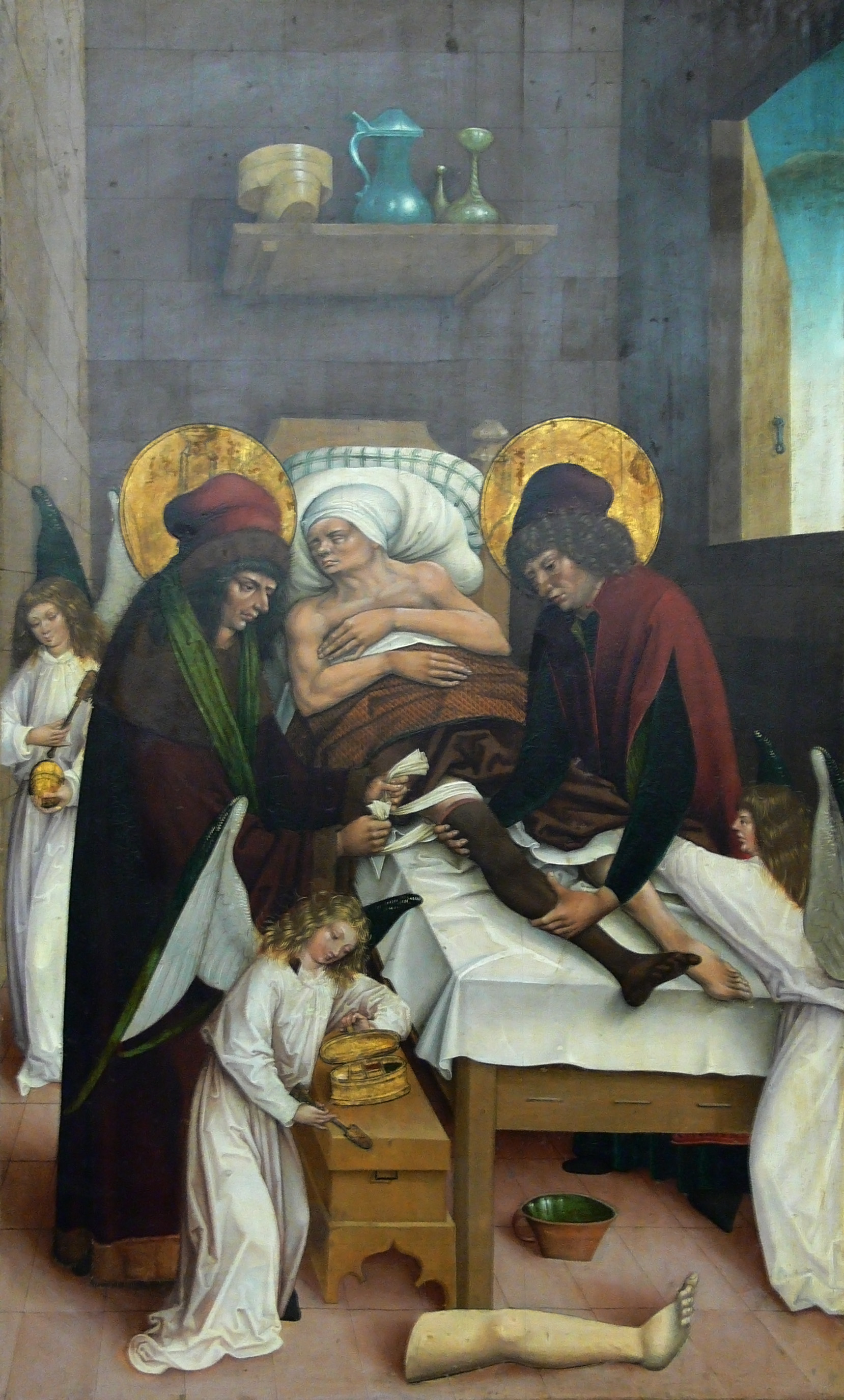
Obraz przedstawiający św. Kosmę i Damiana dokonujących transplantacji nogi

### Chrześcijaństwo

#### Katolicyzm
Stanowisko Kościoła katolickiego w sprawie przeszczepiania narządów jest zdecydowanie pozytywne i stanowi realizację solidarności i miłości bliźniego. Stanowisko to wyrażał wielokrotnie Jan Paweł II. Fragmenty z przemowy papieża podczas XVIII Kongresu Międzynarodowego Towarzystwa Transplantacyjnego, Rzym, 29 sierpnia 2000:

Transplantacja to duży krok naprzód w służbie nauki dla człowieka i obecnie wielu ludzi zawdzięcza swoje życie przeszczepionemu narządowi. Co więcej, technika transplantacji udowodniła, że jest znaczącym sposobem osiągnięcia głównego celu całej medycyny – służenia ludzkiemu życiu. Dlatego też w Liście Encykliki „Evangelium Vitae” sugerowałem, że jedną z dróg pielęgnowania prawdziwej kultury życia jest dawstwo narządów, wykonywane w sposób etycznie akceptowalny, z zamiarem oferowania szansy na zdrowie, a nawet życie, chorym, którzy czasem nie mają innej nadziei

Przemowa do uczestników Kongresu Międzynarodowego Towarzystwa Transplantacyjnego, 20 czerwca 1991:

Pierwsze, co musi zostać podkreślone, a co zauważyłem przy innej okazji, to fakt, że każdy narząd przeszczepiony ma swoje źródło w decyzji o bardzo dużej wartości etycznej: decyzja, aby zaoferować bez oczekiwania nagrody części własnego ciała dla zdrowia i dobrego samopoczucia innej osoby. W tym dokładnie zawiera się szlachetność tego gestu, gestu który jest autentycznym aktem miłości

W listopadzie 2006 roku przedstawiciele polskiego Kościoła katolickiego oficjalnie poparli oświadczenia woli oraz transplantacje organów po śmierci. Podobne stanowisko wykazuje większość Kościołów chrześcijańskich.

#### Świadkowie Jehowy
Świadkowie Jehowy uważają, że decyzję o transplantacji narządów każdy musi podjąć sam zgodnie z własnym sumieniem. Podczas zabiegów transplantacji narządów odmawiają stosowania transfuzji krwi (krwi pełnej, jak również jej czterech głównych składników). Zgadzają się na stosowanie dostępnych metod alternatywnych wobec transfuzji jak hemodylucje i śródoperacyjne odzyskiwanie krwi. Przyjmowanie drobnych frakcji uzyskiwanych z krwi pozostawione jest osobistej decyzji. Według ich informacji, na początku XXI w. ponad 100 tysięcy lekarzy w 150 krajach świata zadeklarowało gotowość leczenia Świadków Jehowy w ten sposób.

### Islam
Współczesne muzułmańskie stanowisko sunnickich szkół prawnych wobec transplantacji narządów jest ogólnie pozytywne, z zastrzeżeniami:
- przeszczep nie może „sprzeciwiać się ludzkiej godności muzułmanina”
- dopuszczalny jest tylko, gdy jest jedyną możliwą formą pomocy
- oddanie organu musi być dobrowolne (również po śmierci, pobranie organów warunkuje wcześniejsza zgoda)
- handel organami ludzkimi jest sprzeczny z godnością człowieka
- można przyjmować organy od niemuzułmanów, ale nie od ludzi skazanych na śmierć.

Szyici zakazują pobierania organów od zmarłych muzułmanów, chyba że jest to konieczne dla ratowania życia innego muzułmanina.

### Buddyzm
Lekarze buddyjscy wskazują na odpowiedzialność, jaką obarczyła lekarza możliwość transplantacji narządów i jak wyznawcy innych religii są uwrażliwieni na nadużycia, takie jak kradzież narządów czy nielegalny handel nimi. Z religijnego punktu widzenia buddyzm nie wysuwa żadnych zasadniczych zarzutów co do transplantacji organów czy transfuzji krwi, a nawet określa to jako „akt heroizmu”.

### Judaizm
W judaizmie panują sprzeczne poglądy na ten temat – jedne autorytety uważają oddanie narządów za czyn godny, inni wskazują na fakt, iż taka ingerencja sprawi, że ciało dawcy nie będzie integralne w momencie zmartwychwstania. Przeważa jednak pogląd, że gdy chodzi o ocalenie życia człowieka, przeszczepy są dozwolone.

## Polskie uregulowanie prawne
Ustawa z dnia 1 lipca 2005 o pobieraniu, przechowywaniu i przeszczepianiu komórek, tkanek i narządów wprowadza pojęcie zgody domniemanej na pobranie po śmierci komórek, tkanek i narządów. Oznacza to, że osoba zmarła może być potencjalnym dawcą komórek, tkanek i narządów, o ile za życia nie wyraziła sprzeciwu. Niewymagana jest zgoda rodziny lub bliskich osoby zmarłej. Rozmowa z rodziną przeprowadzana jest w celu uzyskania informacji, czy zmarły za życia nie wyraził sprzeciwu na pobranie od niego po śmierci komórek, tkanek lub narządów.
Sprzeciw można wyrazić w trzech równoważnych/równoprawnych formach:
1. wpisu w centralnym rejestrze sprzeciwów na pobranie komórek, tkanek i narządów ze zwłok ludzkich. Potwierdzeniem dokonania wpisu sprzeciwu w centralnym rejestrze sprzeciwów jest zawiadomienie o wpisie sprzeciwu, sporządzone w formie wydruku komputerowego, przesyłane listem poleconym na adres podany w zgłoszeniu.
2. oświadczenia pisemnego zaopatrzonego we własnoręczny podpis
3. oświadczenia ustnego złożonego w obecności co najmniej dwóch świadków, pisemnie przez nich potwierdzonego.

W każdym przypadku najważniejsze jest poinformowanie rodziny i bliskich o swojej woli.
Formularz zgłoszenia sprzeciwu znajduje się na stronie internetowej Centrum Organizacyjno-Koordynacyjnego ds. Transplantacji „Poltransplant” lub w zakładach opieki zdrowotnej.
Komórki, tkanki lub narządy mogą być pobierane od żywego dawcy w celu przeszczepienia innej osobie, przy zachowaniu następujących warunków:
1. Pobranie następuje na rzecz krewnego w linii prostej, rodzeństwa, osoby przysposobionej lub małżonka oraz, na rzecz innej osoby, jeżeli uzasadniają to szczególne względy osobiste.
2. W odniesieniu do pobrania szpiku lub innych regenerujących się komórek lub tkanek pobranie może nastąpić również na rzecz innej osoby niż wymieniona w punkcie 1.
3. Pobranie komórek, tkanek lub narządu od żywego dawcy na rzecz osoby niebędącej krewnym w linii prostej, rodzeństwem, osobą przysposobioną lub małżonkiem wymaga zgody sądu rejonowego właściwego ze względu na miejsce zamieszkania lub pobytu dawcy, wydanego w postępowaniu nieprocesowym, po wysłuchaniu wnioskodawcy oraz po zapoznaniu się z opinią Komisji Etycznej Krajowej Rady Transplantacyjnej.
4. Przepis z punktu 3 nie dotyczy pobrania szpiku i innych regenerujących się komórek lub tkanek; w tym wypadku dawcą może być anonimowa dla biorcy obca osoba.

Ustawa wprowadza rygorystyczne sankcje karne za rozpowszechnianie ogłoszeń o odpłatnym zbyciu, nabyciu lub o pośredniczeniu w odpłatnym zbyciu lub nabyciu komórki, tkanki lub narządu w celu ich przeszczepienia. Sprawca podlega karze grzywny albo karze ograniczenia wolności lub pozbawienia wolności do roku. Pobieranie do przeszczepienia bez wymaganego zezwolenia zakazane jest pod karą pozbawienia wolności do 3 lat. Za nabywanie lub zbywanie cudzych komórek, tkanek lub narządu, pośredniczenie w takim procederze lub udział w takim zabiegu grozi pozbawienie wolności od 6 miesięcy do 5 lat, a za czynienie tego w sposób zawodowy do 10 lat pozbawienia wolności.
Procedura sądowa nie dotyczy osób, które chcą być dawcami szpiku. W tym przypadku wyraża się chęć pozostania dawcą szpiku poprzez wypełnienie odpowiedniego formularza zgłoszeniowego i przesłanie go do jednego z ośrodków dawców szpiku (ODS), aktualna lista ODS-ów posiadających pozwolenie Ministra Zdrowia na działalność dostępna jest na stronach Krajowego Centrum Bankowania Tkanek i Komórek.

## Aktualna sytuacja transplantologii w Europie
Największym problemem, z jakim boryka się transplantologia, jest obecnie bardzo duży popyt na organy do przeszczepień przy zupełnie nienadążającej za nim podaży.
Liczbę przeszczepień w Unii Europejskiej ma zwiększyć europejska karta dawcy, której wprowadzenie proponuje Komisja Europejska. Europejska karta dawcy mogłaby być dołączana do ubezpieczenia zdrowotnego. Miałoby to nie tylko ułatwić decyzję o pobraniu organu w razie nagłej śmierci posiadacza karty, ale też „uwrażliwić opinię publiczną na problemy transplantologii”.
W poszczególnych krajach Unii Europejskiej obserwuje się duże różnice w liczbie dawców na milion mieszkańców – od około 35 zmarłych dawców w Hiszpanii, 21 we Francji, 15 w Polsce, 14 w Wielkiej Brytanii, do 6 w Grecji i tylko 0,5 w Rumunii.
Na konferencji Rady Europy w Santiago de Compostela 25 i 26 marca 2015 roku podpisano Konwencję przeciw handlowi ludzkimi narządami. Celem jest zapobieganie takiemu procederowi i zwalczanie go, ochrona jego ofiar oraz zapewnienie im pomocy psychologicznej, socjalnej i prawnej w dochodzeniu roszczeń. Konwencja nakłada na strony obowiązek zapewnienia przejrzystości krajowych systemów transplantacyjnych oraz równego dostępu do leczenia tą metodą. Wprowadza ramy prawne penalizacji tego handlu, zarówno na poziomie krajowym, jak i międzynarodowym. Sygnatariusze będą obowiązani traktować jako przestępstwo pobieranie organów bez wyraźnego wyrażenia woli dawcy, bez znaczenia czy jest on żyjący, oraz wtedy, gdy przyniosło zysk dawcy lub innej osobie. Strony będą mogły same zdecydować, czy dawców traktować jako współwinnych i pociągać ich do odpowiedzialności. Językami Konwencji są angielski i francuski, depozytariuszem jest Sekretarz Generalny Rady Europy. Do wejścia w życie potrzeba 5 ratyfikacji, w tym przynajmniej trzech członków Rady; nastąpiło to 1 marca 2018. Jej stronami jest 7 państw: Albania, Czarnogóra, Czechy, Malta, Norwegia, Mołdawia i Portugalia.
Przeszczepień dotyczy także Konwencja o prawach człowieka i biomedycynie w art. 19 i 20 oraz drugi protokół do niej otwarty do podpisu w Strasburgu 24 stycznia 2002, obowiązujący od 1 maja 2006.
Konwencja Rady Europy w sprawie działań przeciwko handlowi ludźmi sporządzona w Warszawie 16 maja 2005 r. w art. 4 a) wśród przykładów zakazanego procederu wymienia usunięcie organów (w tekście angielskim removal of organs, we francuskim le prélèvement d’organes).

## Wizje artystyczne
Żartobliwe przedstawienie skutków transplantacji przedstawił Stanisław Lem w scenariuszu do filmu Przekładaniec.